# Elizabeth Stuart
Elizabeth Stuart (Dunfermline Palace (Fifeshire, Schotland), 19 augustus 1596 — Westminster (Londen), 13 februari 1662) was de dochter van Jacobus I van Engeland en Anna van Denemarken en de zuster van Karel I van Engeland. Zij werd vanwege haar schoonheid en populariteit ook wel bekend als de Parel van Brittannië, Roos van Engeland, Hartenkoningin en ook als de Winterkoningin, omdat ze slechts gedurende de winter van 1620 koningin van Bohemen was.

## Huwelijk en kinderen
Elizabeth trouwde op 14 februari 1613 met Frederik V van de Palts (1596-1632) en werd koningin van Bohemen. Uit dit huwelijk werden de volgende kinderen geboren:
- Hendrik Frederik (1614-1629), verdronken
- Karel I Lodewijk (1617-1680), gehuwd met Charlotte van Hessen-Kassel (1627-1686), Marie Louise van Degenfeld (1634-1677) en Elisabeth Hollander van Bernau (1659-1702)
- Elisabeth (1618-1680)
- Ruprecht (1619-1682), ongetrouwd (hij had wel een dochter en een zoon)
- Maurits (1621-1652)
- Louise Maria (1622-1709)
- Lodewijk (1623)
- Eduard (1624-1663)
- Henriëtte Maria (1626-1651)
- Filips (1627-1650)
- Charlotte (1628-1631)
- Sophia (1630-1714), gehuwd met Ernst August van Brunswijk-Lüneburg
- Gustaaf Adolf (1632-1641)

## Ballingschap
In april 1621 arriveerden Elizabeth en Frederik in Den Haag met een hofhouding van 223 personen, inclusief een schoenpoetser en een wijnflesopener, maar dit huishouden werd noodgedwongen teruggebracht vanwege de hoge kosten. Zij betrokken het huis van de in mei 1619 geëxecuteerde Johan van Oldenbarnevelt. Het echtpaar kreeg een bescheiden toelage van Jacobus I en later van Elizabeths broer Karel I. Voor hun onderhoud waren Frederik en Elizabeth voornamelijk aangewezen op de gastvrijheid van de Oranjes en leefden zij op kosten van de Staten-Generaal en de gewestelijke Statencolleges. Hun dochtertje Louise Hollandine kreeg schilderles van Gerard van Honthorst. Honthorst had een goede relatie met de spilzieke Elisabeth. Hij leende haar 35.000 gulden.
Elisabeth van de Palts legde in 1645 even buiten Den Haag de eerste steen voor een nieuw stadhouderlijk verblijf: Paleis Huis ten Bosch.
Nadat de Engelse monarchie in 1660 werd hersteld, kwam Elizabeths neef Karel II (1630-1685) op de troon. Nu kon zij naar Engeland terugkeren, waar ze enkele maanden later zou sterven.
Haar jongste dochter Sophia werd de dichtstbijzijnde protestantse erfgenaam van de Engelse en Ierse kronen (later de Britse kroon). Onder de Act of Settlement (1701), werd de opvolging op Sophia en haar nakomelingen vastgesteld, zodat alle monarchen van Groot-Brittannië vanaf George I haar afstammelingen zijn.

## Kwartierstaat (voorouders)
| Matthew Stuart (1516-1571)          | Matthew Stuart (1516-1571)          | Matthew Stuart (1516-1571)          | Matthew Stuart (1516-1571)          | Matthew Stuart (1516-1571)          | Matthew Stuart (1516-1571)          | Margaret Douglas (1515-1578)     | Margaret Douglas (1515-1578)     | Margaret Douglas (1515-1578)     | Margaret Douglas (1515-1578)     | Margaret Douglas (1515-1578)       | Margaret Douglas (1515-1578)       |                                    |                                    | Jacobus V van Schotland (1512-1542) | Jacobus V van Schotland (1512-1542) | Jacobus V van Schotland (1512-1542) | Jacobus V van Schotland (1512-1542) | Jacobus V van Schotland (1512-1542) | Jacobus V van Schotland (1512-1542) | Maria van Guise (1515-1560)       | Maria van Guise (1515-1560)       | Maria van Guise (1515-1560) | Maria van Guise (1515-1560) | Maria van Guise (1515-1560)      | Maria van Guise (1515-1560)      |                                  |                                  | Christiaan III van Denemarken (1503-1559) | Christiaan III van Denemarken (1503-1559) | Christiaan III van Denemarken (1503-1559) | Christiaan III van Denemarken (1503-1559) | Christiaan III van Denemarken (1503-1559) | Christiaan III van Denemarken (1503-1559) | Dorothea van Saksen-Lauenburg (1511-1571) | Dorothea van Saksen-Lauenburg (1511-1571) | Dorothea van Saksen-Lauenburg (1511-1571) | Dorothea van Saksen-Lauenburg (1511-1571) | Dorothea van Saksen-Lauenburg (1511-1571) | Dorothea van Saksen-Lauenburg (1511-1571) |                                 |                                 | Ulrich van Mecklenburg-Güstrow (1527-1603) | Ulrich van Mecklenburg-Güstrow (1527-1603) | Ulrich van Mecklenburg-Güstrow (1527-1603) | Ulrich van Mecklenburg-Güstrow (1527-1603) | Ulrich van Mecklenburg-Güstrow (1527-1603) | Ulrich van Mecklenburg-Güstrow (1527-1603) | Elisabeth van Denemarken en Noorwegen (1524-1586) | Elisabeth van Denemarken en Noorwegen (1524-1586) | Elisabeth van Denemarken en Noorwegen (1524-1586) | Elisabeth van Denemarken en Noorwegen (1524-1586) | Elisabeth van Denemarken en Noorwegen (1524-1586) | Elisabeth van Denemarken en Noorwegen (1524-1586) |  |  |  |  |  |  |  |  |  |  |  |  |  |  |  |  |  |  |  |  |  |  |  |  |  |  |  |  |  |  |  |  |  |  |  |  |  |  |  |  |  |  |  |  |  |  |  |  |
| Matthew Stuart (1516-1571)          | Matthew Stuart (1516-1571)          | Matthew Stuart (1516-1571)          | Matthew Stuart (1516-1571)          | Matthew Stuart (1516-1571)          | Matthew Stuart (1516-1571)          | Margaret Douglas (1515-1578)     | Margaret Douglas (1515-1578)     | Margaret Douglas (1515-1578)     | Margaret Douglas (1515-1578)     | Margaret Douglas (1515-1578)       | Margaret Douglas (1515-1578)       |                                    |                                    | Jacobus V van Schotland (1512-1542) | Jacobus V van Schotland (1512-1542) | Jacobus V van Schotland (1512-1542) | Jacobus V van Schotland (1512-1542) | Jacobus V van Schotland (1512-1542) | Jacobus V van Schotland (1512-1542) | Maria van Guise (1515-1560)       | Maria van Guise (1515-1560)       | Maria van Guise (1515-1560) | Maria van Guise (1515-1560) | Maria van Guise (1515-1560)      | Maria van Guise (1515-1560)      |                                  |                                  | Christiaan III van Denemarken (1503-1559) | Christiaan III van Denemarken (1503-1559) | Christiaan III van Denemarken (1503-1559) | Christiaan III van Denemarken (1503-1559) | Christiaan III van Denemarken (1503-1559) | Christiaan III van Denemarken (1503-1559) | Dorothea van Saksen-Lauenburg (1511-1571) | Dorothea van Saksen-Lauenburg (1511-1571) | Dorothea van Saksen-Lauenburg (1511-1571) | Dorothea van Saksen-Lauenburg (1511-1571) | Dorothea van Saksen-Lauenburg (1511-1571) | Dorothea van Saksen-Lauenburg (1511-1571) |                                 |                                 | Ulrich van Mecklenburg-Güstrow (1527-1603) | Ulrich van Mecklenburg-Güstrow (1527-1603) | Ulrich van Mecklenburg-Güstrow (1527-1603) | Ulrich van Mecklenburg-Güstrow (1527-1603) | Ulrich van Mecklenburg-Güstrow (1527-1603) | Ulrich van Mecklenburg-Güstrow (1527-1603) | Elisabeth van Denemarken en Noorwegen (1524-1586) | Elisabeth van Denemarken en Noorwegen (1524-1586) | Elisabeth van Denemarken en Noorwegen (1524-1586) | Elisabeth van Denemarken en Noorwegen (1524-1586) | Elisabeth van Denemarken en Noorwegen (1524-1586) | Elisabeth van Denemarken en Noorwegen (1524-1586) |  |  |  |  |  |  |  |  |  |  |  |  |  |  |  |  |  |  |  |  |  |  |  |  |  |  |  |  |  |  |  |  |  |  |  |  |  |  |  |  |  |  |  |  |  |  |  |  |
|                                     |                                     |                                     |                                     |                                     |                                     |                                  |                                  |                                  |                                  |                                    |                                    |                                    |                                    |                                     |                                     |                                     |                                     |                                     |                                     |                                   |                                   |                             |                             |                                  |                                  |                                  |                                  |                                           |                                           |                                           |                                           |                                           |                                           |                                           |                                           |                                           |                                           |                                           |                                           |                                 |                                 |                                            |                                            |                                            |                                            |                                            |                                            |                                                   |                                                   |                                                   |                                                   |                                                   |                                                   |  |  |  |  |  |  |  |  |  |  |  |  |  |  |  |  |  |  |  |  |  |  |  |  |  |  |  |  |  |  |  |  |  |  |  |  |  |  |  |  |  |  |  |  |  |  |  |  |
|                                     |                                     |                                     |                                     | Henry Stuart Darnley (1545-1567)    | Henry Stuart Darnley (1545-1567)    | Henry Stuart Darnley (1545-1567) | Henry Stuart Darnley (1545-1567) | Henry Stuart Darnley (1545-1567) | Henry Stuart Darnley (1545-1567) |                                    |                                    |                                    |                                    |                                     |                                     | Maria I van Schotland (1542-1587)   | Maria I van Schotland (1542-1587)   | Maria I van Schotland (1542-1587)   | Maria I van Schotland (1542-1587)   | Maria I van Schotland (1542-1587) | Maria I van Schotland (1542-1587) |                             |                             |                                  |                                  |                                  |                                  |                                           |                                           |                                           |                                           | Frederik II van Denemarken (1534-1588)    | Frederik II van Denemarken (1534-1588)    | Frederik II van Denemarken (1534-1588)    | Frederik II van Denemarken (1534-1588)    | Frederik II van Denemarken (1534-1588)    | Frederik II van Denemarken (1534-1588)    |                                           |                                           |                                 |                                 |                                            |                                            | Sophia van Mecklenburg-Güstrow (1557-1631) | Sophia van Mecklenburg-Güstrow (1557-1631) | Sophia van Mecklenburg-Güstrow (1557-1631) | Sophia van Mecklenburg-Güstrow (1557-1631) | Sophia van Mecklenburg-Güstrow (1557-1631)        | Sophia van Mecklenburg-Güstrow (1557-1631)        |                                                   |                                                   |                                                   |                                                   |  |  |  |  |  |  |  |  |  |  |  |  |  |  |  |  |  |  |  |  |  |  |  |  |  |  |  |  |  |  |  |  |  |  |  |  |  |  |  |  |  |  |  |  |  |  |  |  |
|                                     |                                     |                                     |                                     | Henry Stuart Darnley (1545-1567)    | Henry Stuart Darnley (1545-1567)    | Henry Stuart Darnley (1545-1567) | Henry Stuart Darnley (1545-1567) | Henry Stuart Darnley (1545-1567) | Henry Stuart Darnley (1545-1567) |                                    |                                    |                                    |                                    |                                     |                                     | Maria I van Schotland (1542-1587)   | Maria I van Schotland (1542-1587)   | Maria I van Schotland (1542-1587)   | Maria I van Schotland (1542-1587)   | Maria I van Schotland (1542-1587) | Maria I van Schotland (1542-1587) |                             |                             |                                  |                                  |                                  |                                  |                                           |                                           |                                           |                                           | Frederik II van Denemarken (1534-1588)    | Frederik II van Denemarken (1534-1588)    | Frederik II van Denemarken (1534-1588)    | Frederik II van Denemarken (1534-1588)    | Frederik II van Denemarken (1534-1588)    | Frederik II van Denemarken (1534-1588)    |                                           |                                           |                                 |                                 |                                            |                                            | Sophia van Mecklenburg-Güstrow (1557-1631) | Sophia van Mecklenburg-Güstrow (1557-1631) | Sophia van Mecklenburg-Güstrow (1557-1631) | Sophia van Mecklenburg-Güstrow (1557-1631) | Sophia van Mecklenburg-Güstrow (1557-1631)        | Sophia van Mecklenburg-Güstrow (1557-1631)        |                                                   |                                                   |                                                   |                                                   |  |  |  |  |  |  |  |  |  |  |  |  |  |  |  |  |  |  |  |  |  |  |  |  |  |  |  |  |  |  |  |  |  |  |  |  |  |  |  |  |  |  |  |  |  |  |  |  |
|                                     |                                     |                                     |                                     |                                     |                                     |                                  |                                  |                                  |                                  | Jacobus I van Engeland (1566-1625) | Jacobus I van Engeland (1566-1625) | Jacobus I van Engeland (1566-1625) | Jacobus I van Engeland (1566-1625) | Jacobus I van Engeland (1566-1625)  | Jacobus I van Engeland (1566-1625)  |                                     |                                     |                                     |                                     |                                   |                                   |                             |                             |                                  |                                  |                                  |                                  |                                           |                                           |                                           |                                           |                                           |                                           |                                           |                                           |                                           |                                           | Anna van Denemarken (1574-1619)           | Anna van Denemarken (1574-1619)           | Anna van Denemarken (1574-1619) | Anna van Denemarken (1574-1619) | Anna van Denemarken (1574-1619)            | Anna van Denemarken (1574-1619)            |                                            |                                            |                                            |                                            |                                                   |                                                   |                                                   |                                                   |                                                   |                                                   |  |  |  |  |  |  |  |  |  |  |  |  |  |  |  |  |  |  |  |  |  |  |  |  |  |  |  |  |  |  |  |  |  |  |  |  |  |  |  |  |  |  |  |  |  |  |  |  |
|                                     |                                     |                                     |                                     |                                     |                                     |                                  |                                  |                                  |                                  | Jacobus I van Engeland (1566-1625) | Jacobus I van Engeland (1566-1625) | Jacobus I van Engeland (1566-1625) | Jacobus I van Engeland (1566-1625) | Jacobus I van Engeland (1566-1625)  | Jacobus I van Engeland (1566-1625)  |                                     |                                     |                                     |                                     |                                   |                                   |                             |                             |                                  |                                  |                                  |                                  |                                           |                                           |                                           |                                           |                                           |                                           |                                           |                                           |                                           |                                           | Anna van Denemarken (1574-1619)           | Anna van Denemarken (1574-1619)           | Anna van Denemarken (1574-1619) | Anna van Denemarken (1574-1619) | Anna van Denemarken (1574-1619)            | Anna van Denemarken (1574-1619)            |                                            |                                            |                                            |                                            |                                                   |                                                   |                                                   |                                                   |                                                   |                                                   |  |  |  |  |  |  |  |  |  |  |  |  |  |  |  |  |  |  |  |  |  |  |  |  |  |  |  |  |  |  |  |  |  |  |  |  |  |  |  |  |  |  |  |  |  |  |  |  |
|                                     |                                     |                                     |                                     |                                     |                                     |                                  |                                  |                                  |                                  |                                    |                                    |                                    |                                    |                                     |                                     |                                     |                                     |                                     |                                     |                                   |                                   |                             |                             |                                  |                                  |                                  |                                  |                                           |                                           |                                           |                                           |                                           |                                           |                                           |                                           |                                           |                                           |                                           |                                           |                                 |                                 |                                            |                                            |                                            |                                            |                                            |                                            |                                                   |                                                   |                                                   |                                                   |                                                   |                                                   |  |  |  |  |  |  |  |  |  |  |  |  |  |  |  |  |  |  |  |  |  |  |  |  |  |  |  |  |  |  |  |  |  |  |  |  |  |  |  |  |  |  |  |  |  |  |  |  |
|                                     |                                     |                                     |                                     |                                     |                                     |                                  |                                  |                                  |                                  |                                    |                                    |                                    |                                    |                                     |                                     |                                     |                                     |                                     |                                     |                                   |                                   |                             |                             |                                  |                                  |                                  |                                  |                                           |                                           |                                           |                                           |                                           |                                           |                                           |                                           |                                           |                                           |                                           |                                           |                                 |                                 |                                            |                                            |                                            |                                            |                                            |                                            |                                                   |                                                   |                                                   |                                                   |                                                   |                                                   |  |  |  |  |  |  |  |  |  |  |  |  |  |  |  |  |  |  |  |  |  |  |  |  |  |  |  |  |  |  |  |  |  |  |  |  |  |  |  |  |  |  |  |  |  |  |  |  |
| Hendrik Frederik Stuart (1594-1612) | Hendrik Frederik Stuart (1594-1612) | Hendrik Frederik Stuart (1594-1612) | Hendrik Frederik Stuart (1594-1612) | Hendrik Frederik Stuart (1594-1612) | Hendrik Frederik Stuart (1594-1612) |                                  |                                  | Elizabeth Stuart (1596-1662)     | Elizabeth Stuart (1596-1662)     | Elizabeth Stuart (1596-1662)       | Elizabeth Stuart (1596-1662)       | Elizabeth Stuart (1596-1662)       | Elizabeth Stuart (1596-1662)       |                                     |                                     | Margaretha Stuart (1598-1600)       | Margaretha Stuart (1598-1600)       | Margaretha Stuart (1598-1600)       | Margaretha Stuart (1598-1600)       | Margaretha Stuart (1598-1600)     | Margaretha Stuart (1598-1600)     |                             |                             | Karel I van Engeland (1600-1649) | Karel I van Engeland (1600-1649) | Karel I van Engeland (1600-1649) | Karel I van Engeland (1600-1649) | Karel I van Engeland (1600-1649)          | Karel I van Engeland (1600-1649)          |                                           |                                           | Robert Stuart (1602-1602)                 | Robert Stuart (1602-1602)                 | Robert Stuart (1602-1602)                 | Robert Stuart (1602-1602)                 | Robert Stuart (1602-1602)                 | Robert Stuart (1602-1602)                 |                                           |                                           | Maria Stuart (1605-1607)        | Maria Stuart (1605-1607)        | Maria Stuart (1605-1607)                   | Maria Stuart (1605-1607)                   | Maria Stuart (1605-1607)                   | Maria Stuart (1605-1607)                   |                                            |                                            | Sophia Stuart (1606-1606)                         | Sophia Stuart (1606-1606)                         | Sophia Stuart (1606-1606)                         | Sophia Stuart (1606-1606)                         | Sophia Stuart (1606-1606)                         | Sophia Stuart (1606-1606)                         |  |  |  |  |  |  |  |  |  |  |  |  |  |  |  |  |  |  |  |  |  |  |  |  |  |  |  |  |  |  |  |  |  |  |  |  |  |  |  |  |  |  |  |  |  |  |  |  |